# XPQ-21
XPQ-21 – niemiecki zespół tworzący muzykę elektroniczną.
Jego członkami są Jeyênne, Martin Hillebrand, Alex Gsell i Moritz Zielke. Grupę założył Nicque, który odszedł z niego 4 sierpnia 2003 roku.

## Dyskografia

### Albumy
- 1999 - Destroy To Create
- 2000 - Belle Epoque
- 2002 - Chi
- 2006 - Alive

### Single
- 1998 - A Gothic Novel
- 2000 - A Gothic Novel
- 2001 - Hey You
- 2002 - Chi
- 2006 - White And Alive
- 2006 - In Your Eyes